# Secondigny
Secondigny är en kommun i departementet Deux-Sèvres i regionen Nouvelle-Aquitaine i västra Frankrike. Kommunen ligger i kantonen Secondigny som tillhör arrondissementet Parthenay. År 2022 hade Secondigny 1 791 invånare.

## Befolkningsutveckling
Antalet invånare i kommunen Secondigny
| Referens: INSEE |